# 眼蚕属
眼蚕属（学名：Alciopina）为叶须虫科的一个属。

## 下属物种
本属包括以下物种：
- 眼蚕 Alciopina parasitica Claparède & Panceri, 1867
- Alciopina paumotanus (Chamberlin, 1919)